# Jan Blokhuijsen
Jan Blokhuijsen, né le 1er avril 1989 à Zuid-Scharwoude, est un patineur de vitesse néerlandais.

## Palmarès

### Jeux olympiques d'hiver
| Épreuve / Édition   | 500 mètres | 1 000 mètres | 1 500 mètres | 5 000 mètres                       | 10 000 mètres | Mass start | Poursuite par équipes               |
| JO 2010 Vancouver   | —          | —            | —            | 9e                                 | —             | —          | Médaille de bronze, Jeux olympiques |
| JO 2014 Sotchi      | —          | —            | 13e          | Médaille d'argent, Jeux olympiques | —             | —          | Médaille d'or, Jeux olympiques      |
| JO 2018 Pyeongchang | —          | —            | —            | 7e                                 | —             | —          | Médaille de bronze, Jeux olympiques |

Légende :
- : première place, médaille d'or
- : deuxième place, médaille d'argent
- : troisième place, médaille de bronze
- : pas d'épreuve
- — : Non disputée par le patineur
- DSQ : disqualifiée

- Médaille de bronze en poursuite par équipes aux Jeux olympiques d'hiver de 2010 à Vancouver
- Médaille d'argent sur 5 000 m aux Jeux olympiques d'hiver de 2014 à Sotchi
- Médaille d'or en poursuite par équipes aux Jeux olympiques d'hiver de 2014 à Sotchi

### Championnats du monde toutes épreuves
- Médaille d'argent sur 1 000 m en 2011 à Calgary
- Médaille de bronze sur 1 000 m en 2012 à Moscou

### Championnats du monde simple distance
- Médaille d'or de la poursuite par équipe en 2012 à Heerenveen
- Médaille d'or de la poursuite par équipe en 2013 à Sotchi
- Médaille de bronze de la poursuite par équipe en 2011 à Inzell